# Dolichopoda muceddai
Dolichopoda muceddai — вид прямокрилих комах родини рафідофоріди (Rhaphidophoridae). Вид є троглодитом, тобто постійним мешканцем печер.

## Поширення
Вид зустрічається у 5 печерах на півночі острова Сардинія в Італії.